# Nakamura Utaemon IV

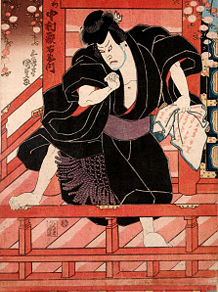
Nakamura Utaemon IV dans le rôle d'Ishikawa Goemon. Gravure ukiyo-e d'Utagawa Kunisada, c. 1838.

Nakamura Utaemon IV (中村歌右衛門 (4代目), 1798–1852) est un acteur japonais du théâtre kabuki, membre éminent d'une famille d'acteurs de kabuki de la région de Keihanshin.

## Biographie
Nakamura Utaemon est un nom de scène comportant d'importantes connotations culturelles et historiques. 
Utaemon IV serait l'héritier artistique de Nakamura Utaemon III. Dans le monde conservateur du kabuki, les noms de scène sont transmis de père en fils dans un système formel qui convertit le nom de scène kabuki en une marque de réussite.

## Liste des acteurs portant le nom Nakamura Utaemon
- Nakamura Utaemon I (1714–1791) [4].
- Nakamura Utaemon II (1752-1798) [5].
- Nakamura Utaemon III (1778–1838) [1].
- Nakamura Utaemon IV (1798–1852) [1].
- Nakamura Utaemon V (1865–1940) [1].
- Nakamura Utaemon VI (1917–2001) [6].

Au cours d'une longue carrière, il a interprété de nombreux rôles dont celui d'Ishikawa Goemon dans la pièce Sanmon Hitome Senbon mise en scène en 1838 au théâtre Nakamura-za d'Edo.

## Source de la traduction
- (en) Cet article est partiellement ou en totalité issu de l’article de Wikipédia en anglais intitulé « Nakamura Utaemon IV » (voir la liste des auteurs).